# 콘라트 1세 (보헤미아)

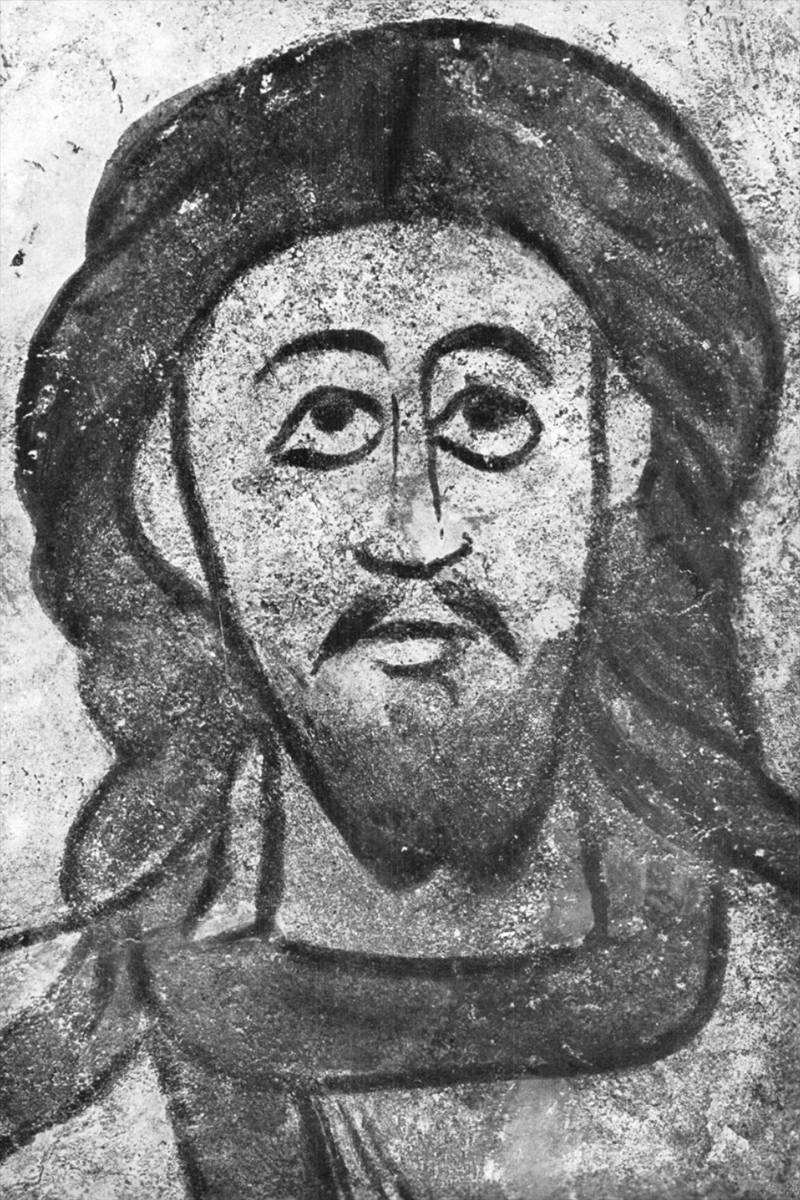
콘라트 1세

콘라트 1세 브르넨스키(체코어: Konrád I. Brněnský, 생년 미상 ~ 1092년경)는 보헤미아 공국의 공작(재위: 1092년)이다.
보헤미아 공작 브라티슬라프 2세의 동생이다. 1092년 브라티슬라프 2세의 뒤를 이어 보헤미아 공작으로 즉위했지만 8개월 만에 사망했다. 그의 공작위는 조카인 브르제티슬라프 2세가 승계받았다.
| 전임 브라티슬라프 2세 | 보헤미아 공작 1092년 | 후임 브르제티슬라프 2세 |